# Riccardo Zappa
Riccardo Zappa (né le 9 octobre 1951 à Forlì) est un guitariste italien.

## Biographie
Élève de Miguel Ablóniz, il expérimente tout au long de sa carrière des mélanges sonores basés sur la combinaison de la guitare (principalement à douze cordes) et de divers instruments électroniques, allant de la musique classique à ses propres compositions et à la reprise de célèbres morceaux modernes. Ses débuts dans le monde musical sont toutefois liés à son travail de compositeur et à la musique de la chanson Le ciliegie, enregistrée en 1969 par la toute jeune Fiorella Mannoia. Son premier album solo, sorti en 1974, coécrit avec le scénariste et réalisateur Klaus Aulehla, auteur des paroles et de la voix, est publié par PDU, la maison de disques appartenant à Mina, avec la participation de Pino Presti en tant qu'arrangeur, bassiste et directeur artistique.
En 1985, il compose quelques chansons pour la bande-son du film Piccoli fuochi. Durant sa carrière, il collabore aussi avec Antonello Venditti (qui chante dans Ouverture, contenu dans l'album Trasparenze), Eugenio Finardi, Fiorella Mannoia, Mia Martini, Mina, Giorgio Gaber, et Gino Paoli. En septembre 2000, il représente l'Italie lors d'un événement organisé dans l'ancienne Babylone, Nāṣiriya, au temple de Nabuchodonosor, événement qui rassemble des artistes de 56 pays.
En 2024, il revient avec un nouvel album, Gabri Flies to Italy, sorti au label M.P. & Records,.

## Discographie
- 1974 : Aulehla e Zappa (LP, PDU)
- 1977 : Celestion (LP, Divergo)
- 1978 : Chatka (LP, Divergo)
- 1980 : Trasparenze (LP, DDD)
- 1982 : Haermea (LP, DDD)
- 1983 : Riccardo Zappa (LP, DDD)
- 1984 : Raccolta (LP, DDD)
- 1985 : Minuti (LP, DDD)
- 1986 : Prenditi tempo (LP, DDD)
- 1990 : Antakarana Swami (LP, DDD)
- 1991 : Santo & Zappa (LP, DDD)
- 1993 : Fondali (LP, Collana Strumento / DDD)
- 1994 : Dal vivo (CD, DDD)
- 1996 : Definire significa limitare (CD, Lengi Music)
- 1997 : Riccardo Zappa Interpreta J.S.Bach
- 2000 : Ikebana
- 2000 : Patchouly & Vetyver (CD, Re Sol)
- 2002 : Thesaurus Harmonicus (CD, Re Sol)
- 2004 : Il Coautore...ed altre rarità
- 2007 : Ali e Radici
- 2007 : Riccardo Zappa Plays Eros Ramazzotti
- 2011 : Zapateria Audiolibro autobiografico
- 2015 : C'è bisogno di grano
- 2024 : Gabri Flies to Italy